# Окснард
Окснард (англ. Oxnard) — місто (англ. city) в США, в окрузі Вентура штату Каліфорнія. Населення — 202 063 особи (2020).

## Географія
Окснард розташований за координатами 34°12′8″ пн. ш. 119°12′17″ зх. д. / 34.20222° пн. ш. 119.20472° зх. д. (34.202346, -119.204603). За даними Бюро перепису населення США в 2010 році місто мало площу 101,55 км², з яких 69,66 км² — суходіл та 31,89 км² — водойми.

### Клімат
| Клімат : Окснард        | Клімат : Окснард | Клімат : Окснард | Клімат : Окснард | Клімат : Окснард | Клімат : Окснард | Клімат : Окснард | Клімат : Окснард | Клімат : Окснард | Клімат : Окснард | Клімат : Окснард | Клімат : Окснард | Клімат : Окснард | Клімат : Окснард |
| Показник                | Січ.             | Лют.             | Бер.             | Квіт.            | Трав.            | Черв.            | Лип.             | Серп.            | Вер.             | Жовт.            | Лист.            | Груд.            | Рік              |
| Абсолютний максимум, °C | 34,4             | 32,2             | 34,4             | 36,7             | 36,7             | 33,9             | 34,4             | 35,6             | 38,3             | 38,3             | 36,7             | 33,9             | 38,3             |
| Середній максимум, °C   | 18,6             | 18,5             | 18,8             | 20,4             | 21,7             | 22,5             | 24,4             | 24,9             | 24,8             | 23,1             | 21,3             | 18,6             | 21,5             |
| Середній мінімум, °C    | 6,2              | 5,7              | 8,1              | 8,8              | 10,9             | 13,4             | 14,4             | 14,7             | 13,9             | 11,5             | 8,2              | 5,6              | 10,2             |
| Абсолютний мінімум, °C  | −3,9             | −1,1             | −1,1             | 0,6              | 2,2              | 5,6              | 7,8              | 9,4              | 6,1              | 1,7              | −0,6             | −2,8             | −3,9             |
| Норма опадів, мм        | 88               | 94               | 67               | 20               | 8                | 1                | 1                | 1                | 5                | 16               | 33               | 52               | 386              |
| ----------------------- | ---------------- | ---------------- | ---------------- | ---------------- | ---------------- | ---------------- | ---------------- | ---------------- | ---------------- | ---------------- | ---------------- | ---------------- | ---------------- |
| Джерело: NOAA           |                  |                  |                  |                  |                  |                  |                  |                  |                  |                  |                  |                  |                  |

## Демографія
Згідно з переписом 2010 року, у місті мешкало 197 899 осіб у 49 797 домогосподарствах у складі 39 996 родин. Густота населення становила 1949 осіб/км². Було 52772 помешкання (520/км²).
Расовий склад населення:
| - 48,2 % — білих - 7,4 % — азіатів - 2,9 % — чорних або афроамериканців - 1,5 % — корінних американців - 0,3 % — вихідців з тихоокеанських островів - 35,1 % — осіб інших рас |

До двох чи більше рас належало 4,6 %. Частка іспаномовних становила 73,5 % від усіх жителів.
За віковим діапазоном населення розподілялося таким чином: 29,8 % — особи молодші 18 років, 61,9 % — особи у віці 18—64 років, 8,3 % — особи у віці 65 років та старші. Медіана віку мешканця становила 29,9 року. На 100 осіб жіночої статі у місті припадало 103,0 чоловіків; на 100 жінок у віці від 18 років та старших — 102,4 чоловіків також старших 18 років.
Середній дохід на одне домашнє господарство становив 76 455 доларів США (медіана — 60 621), а середній дохід на одну сім'ю — 76 838 доларів (медіана — 60 104). Медіана доходів становила 34 095 доларів для чоловіків та 32 396 доларів для жінок. За межею бідності перебувало 16,6 % осіб, у тому числі 25,3 % дітей у віці до 18 років та 10,7 % осіб у віці 65 років та старших.
Цивільне працевлаштоване населення становило 93 492 особи. Основні галузі зайнятості: освіта, охорона здоров'я та соціальна допомога — 16,5 %, сільське господарство, лісництво, риболовля — 13,9 %, роздрібна торгівля — 12,3 %, виробництво — 11,7 %.

## Персоналії
- Джеффрі Комбс (* 1954) — американський актор.